# 西爾萬格羅夫 (堪薩斯州)
西爾萬格羅夫（英語：Sylvan Grove）是一個位於美國堪薩斯州林肯縣的城市。

## 地方資料
根據2020年美國人口普查的數據，西爾萬格羅夫的面積為1.00平方千米，當中陸地面積為1.00平方千米，而水域面積為0.00平方千米。當地共有人口291人，而人口密度為每平方千米291人。